# Stazione di Domodossola
La stazione di Domodossola è un impianto a servizio dell’omonimo comune e di frontiera tra Italia (Piemonte) e Svizzera (Cantone Vallese).

## Storia

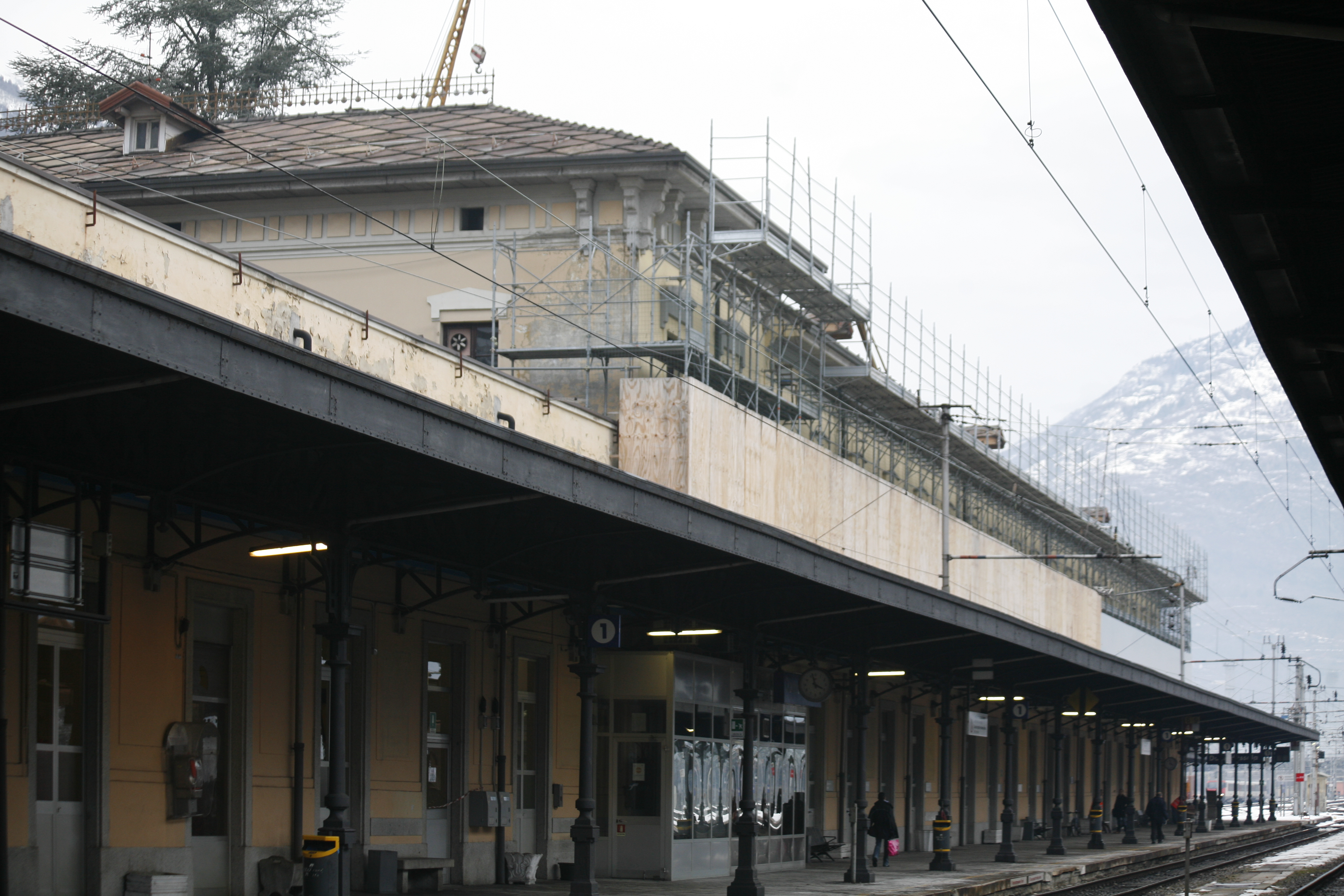
Il piazzale dei binari

La stazione di Domodossola venne costruita nell'ambito del progetto di costruzione della ferrovia di collegamento alla linea che, il 10 marzo del 1864, da Novara aveva raggiunto il Lago d'Orta a Gozzano. Il progetto, sin dagli anni settanta del XIX secolo, mirava a rompere l'isolamento in cui versava la valle oltre che ad assicurare il proseguimento del traffico viaggiatori soprattutto internazionale che, in diligenza, proveniva dal Passo del Sempione e dalle varie località della stessa Val d'Ossola e delle Val Divedro, Val Vigezzo e Val Bognanco. 
Fu solo dopo l'emanazione della Legge Baccarini, nel 1879, che venne data autorizzazione a costruire una linea che raggiungesse il Sempione a Domodossola, ma solo come linea di 2ª categoria. I lavori iniziarono alcuni anni dopo; il 9 settembre 1888 il treno inaugurale raggiunse Domodossola collegandola a Novara, realizzando così anche il collegamento verso Torino. La stazione era stata ivi costruita perché da Domodossola partivano le diligenze che valicavano il passo del Sempione.
La stazione ebbe da quel momento uno sviluppo costante di traffico che si incrementò con la costruzione della stazione internazionale inaugurata nel 1906 in seguito all'apertura del traforo del Sempione. Contemporaneamente venne attivato il collegamento ferroviario diretto con Arona e Milano.
Il traffico della stazione ebbe un ulteriore incremento, dal 1913 in poi, in seguito all'apertura della Galleria del Lötschberg che convogliò sul Sempione merci e viaggiatori provenienti dal centro Nord della Svizzera.
Il 25 novembre 1923 la stazione ebbe un ulteriore apporto di traffico viaggiatori in seguito all'apertura della Ferrovia Vigezzina i cui treni si attestavano sul piazzale esterno della stazione.
Il 4 maggio 1947 venne inaugurata l'elettrificazione a 3000 volt, corrente continua, della linea Milano-Domodossola; mentre per il completamento del piazzale binari lato sud della stazione i lavori richiesero qualche anno ancora; la sezione di ricevimento e partenza treni, verso la Svizzera era già stata elettrificata, nel 1930 a corrente alternata monofase, a 15 kV.
Di rilievo architettonico sono la facciata, che presenta una fascia marcapiano in granito di Baveno e le tre cimase che si elevano dall'edificio.

## Strutture e impianti
Domodossola è capolinea delle linee da Milano, da Novara e per Briga. Pur non essendo la stazione in territorio italiano più vicina al confine con la Svizzera, che è invece quella di Iselle di Trasquera, è stazione di confine tra il sistema ferroviario italiano e quello svizzero; la tratta da Domodossola a Iselle di Trasquera è di competenza italiana per la sola gestione dell'infrastruttura, ma l'effettuazione del servizio è appannaggio di imprese ferroviarie elvetiche e la linea stessa presenta gli standard tecnici vigenti sulla rete svizzera. Già a Domodossola si ha pertanto il passaggio dalla tensione di alimentazione di 3 kV CC italiana a quella di 15 kV CA in uso in Svizzera, nonché tra i diversi sistemi di segnalamento e protezione marcia. 
La stazione è capolinea dei treni Regionali operati da Trenitalia sulle relazioni Milano-Domodossola e Novara-Domodossola, e dei RegioExpress svolti da Trenord sulla relazione Milano-Domodossola; sul fronte del traffico svizzero è invece capolinea dei RegioExpress di BLS per Spiez e Berna, nonché di alcuni Interregionali per Briga delle Ferrovie Federali Svizzere. È inoltre servita dai collegamenti internazionali EuroCity in cooperazione Trenitalia-FFS. 
Dal terminal in galleria posto al di sotto della stazione internazionale ha origine la linea a scartamento ridotto Domodossola-Locarno, nota come Vigezzina e gestita da SSIF.
Dal capolinea autolinee posto nei pressi della stazione partono autobus diretti ai principali comuni della Valdossola e tratte extraurbane dirette a Verbania, Omegna e l'Aeroporto di Milano-Malpensa.

## Servizi
La gestione dell'impianto è divisa tra Rete Ferroviaria Italiana e Ferrovie Federali Svizzere.
La stazione dispone di:
- Biglietteria a sportello
- Biglietteria automatica
- Sala d'attesa
- Servizi igienici
- Posto di Polizia ferroviaria
- Posto di Polizia di frontiera
- Bar
- Ufficio informazioni turistiche
- Negozi

## Interscambi
- Fermata autobus extraurbani e urbani
- Stazione taxi
- Stazione ferroviaria (Domodossola SSIF)